# Eino Iisakki Järvinen
Eino Iisakki Järvinen (ur. 1896, zm. 1955) – kontradmirał marynarki wojennej Finlandii.